# Scytodes yphanta
Scytodes yphanta är en spindelart som beskrevs av Wang 1994. Scytodes yphanta ingår i släktet Scytodes och familjen spottspindlar. Inga underarter finns listade i Catalogue of Life.